# The Covent-Garden Tragedy
The Covent-Garden Tragedy (La Tragédie de Covent-Garden) est une pièce de théâtre de Henry Fielding. La première représentation a eu lieu le 1er juin 1732 au théâtre royal de Drury Lane en même temps que celle d'une autre, intitulée Les Vieux Débauchés. La Tragédie de Covent-Garden met en scène un triangle amoureux dans un lupanar et implique deux prostituées qui, bien qu'il en soit fait un portrait satirique, apparaissent sous un jour sympathique au fur et à mesure que progresse leur relation.

## Personnages
- Lovegirlo
- Kissinda
- Stormanda
- Le capitaine Bilkum
- La mère Punchbowl
- Figurants

## Argument
La pièce décrit un triangle amoureux dans un bordel entre, d'une part deux prostituées, Kissinda et Stormandra, et d'autre part, Lovegirlo. Le spectateur est amené à éprouver de la sympathie pour les personnages à mesure que leurs relations se développent. L'intrigue se complique lorsque le capitaine Bilkum cherche à conquérir Stormanda. Finalement Bilkum est tué en duel et l'on comprend que Stormandra se suicide, ce qui se révélera finalement faux.

## Commentaire
La pièce est une satire de la tragédie en général, mais les personnages présentent des traits réalistes qui les distinguent de ceux des autres pièces de Fielding et qui ne respectent pas  les règles de la comédie canonique. La pièce a été un échec et ne fut plus jouée après sa première et unique représentation, en partie en raison du fait que l'action se déroule dans un bordel. Les critiques de l'époque ont relevé cet échec et l'une d'entre elles portait sur l'ampleur des connaissances que manifestait l'auteur sur les maisons de prostitution. En revanche, les critiques modernes ont rendu grâce aux mérites de la pièce, du moins abstraction faite de son cadre.